# Acrographinotus ortizi
Acrographinotus ortizi is een hooiwagen uit de familie Gonyleptidae. De wetenschappelijke naam van Acrographinotus ortizi gaat  terug op Roewer.